# Bernardino Baldini
Bernardino Baldini est un médecin, philosophe, mathématicien, et poète italien du 16e siècle.

## Biographie
Bernardino Baldini naquit en 1515, près d'Intra sur le Lac Majeur, d'une famille originaire de Novare. Il fit ses études de philosophie à Bologne. Membre de l'Accademia degli Accesi, il fut professeur de médecine à l’Université de Pavie, et enseigna aussi publiquement les mathématiques à Milan. Il mourut dans cette ville, le 12 janvier 1600, âgé de 85 ans.

## Œuvres
Ses principaux ouvrages imprimés sont :
- Dialogi duo, Milan, 1558, in-8°. L’un de ces dialogues traite de Multitudine rerum et de Unitate ejus quod est ; l’autre, de Materia omnium disciplinarum.
- Epistolæ variæ in quibus cum aliarum artium præcepta, tum philosophiæ potissimum illustrare contendit, Milan, 1558, in-8°.
- Dialogus de Præstantia et Dignitate juris civilis et artis medicæ, Milan, 1559 et 1587, in-4°.
- Problemata excerpta ex Commentariis Galeni in Hippocratem, Venise, 1567 et 1587, in-8°.
- De Bello a Christianis et Othomanicis gesto carmen, Milan, 1571, in-4°.
- De Bello Othomanicorum ad manes gesto carmen, Milan, 1572 et 1574, in-4°.
- In Pestilentiam libellus (en vers), Milan, 1577, in-4°.
- Divers ouvrages d’Aristote, traduits en vers latins, la Poétique, Milan, 1576 et 1578 ; les Économiques, 1578 ; les huit livres de Physique, 1600, tous in-4°.
- De Stellis, iisque qui in stellas et numina conversi dicuntur homines (en vers), Venise, 1579, in-4°.
- De Diis fabulosis antiquarum gentium (idem), Milan, 1588, in-4°.
- Carmina varia, Milan, 1574, in-4°. On imprima un Appendix à ses vers latins, Milan, 1600, in-4°.
- Stanze... nelle quali è descritto l’orribile ed aspro verno dell’anno 1571, Milan, 1571, in-4°.